# Luis Yáñez
Luis Jason Yáñez (* 25. Dezember 1988 in Duncanville, Texas) ist ein US-amerikanischer Boxer. Er war Panamerikanischer Meister der Amateure 2007 im Halbfliegengewicht.

## Werdegang
Luis Yáñez besuchte die Duncanville High School. Er begann im Alter von 10 Jahren, animiert von seinem sportlichen Vater, mit dem Boxen. Luis Yáñez ist Linksausleger und entwickelte sich schon im Juniorenalter zu einem der besten US-amerikanischen Amateurboxer. Er ist sehr leicht und startet im Halbfliegengewicht (Klasse bis 48 kg Körpergewicht), muss aber sehr diszipliniert leben, um dieses Gewicht bringen zu können. Nach den Olympischen Spielen 2008, für die er bereits qualifiziert ist, wird er wohl eine Gewichtsklasse höher starten. Sein Trainer in Duncanville ist Dennis Rodarte.
Luis Yáñez gewann 2005 in Brownsville das größte US-amerikanische Junioren-Turnier im Halbfliegengewicht mit einem Punktsieg (17:7) im Finale über Joel Narváez aus Puerto Rico. Er startete daraufhin für den US-amerikanischen Boxverband bei der Weltmeisterschaft der Cadets (bis zum 17. Lebensjahr) in Liverpool. Im Halbfliegengewicht gewann er dort über Sonny Upton aus Irland (10:8), Wassili Batalow, Russland (12:10) und Sakem Sydyrow aus Kasachstan (22:19) nach Punkten. Im Finale unterlag er allerdings dem Engländer Khalid Saeed Yafai und wurde damit Junioren-Vizeweltmeister.
Im Jahre 2006 gewann Luis Yáñez sowohl die USA-Meisterschaft der AAU als auch bei den National Golden Gloves im Halbfliegengewicht. Er besiegte dabei im Endkampf jeweils Roberto Ceron. Im gleichen Jahr startete er auch für eine Junioren-Weltauswahl, die in Krasnojarsk und Noginsk gegen eine russische Junioren-Auswahl antrat. Er gewann dabei in Krasnojarsk gegen Galanow nach Punkten, unterlag aber in Noginsk gegen Michail Alojan nach Punkten. Bei der Junioren-Weltmeisterschaft 2006 (Juniors = bis zum 18. Lebensjahr) in Agadir gewann Luis Yáñez wieder eine Medaille. Er siegte dort über Muhammad Nizar aus Pakistan durch Abbruch in der 2. Runde, über Mischa Alojan und John Joe Nevin aus Irland jeweils nach Punkten (22:8 u. 14:12) und unterlag im Halbfinale gegen Alexei Collado Acosta aus Kuba nach Punkten (5:12).
Im Jahre 2007 gewann Luis Yáñez erneut die USA-Meisterschaft und die National Golden Gloves im Halbfliegengewicht. Er siegte dabei in den Endkämpfen gegen Daniel Lozano (19:8) und Francisco Ibarra nach Punkten. Bei der US-amerikanischen Ausscheidung für die Panamerikanischen Meisterschaften in Colorado Springs siegte er im Finale des Halbfliegengewichts über Roberto Cerón nach Punkten (13:9). In einem amerikanischen Qualifikations-Turnier für die Panamerikanischen Spiele in Buenos Aires gewann Luis Yáñez zunächst gegen Jean-Michel Kind aus Kanada nach Punkten, unterlag aber im Halbfinale gegen Winston Méndez-Monteiro aus der Dominikanischen Republik, qualifizierte sich aber damit für diese Spiele. Bei den Panamerikanischen Spielen selbst, die in Rio de Janeiro stattfanden, war Luis Yáñez in hervorragender Form. Er siegte zunächst über Paulo Carvalho aus Brasilien nach Punkten (19:6) und feierte im nächsten Kampf einen sensationellen Sieg über der Kubaner Yampier Hernández, den er mit 11:8 Treffern auspunktete. Mit Punktsiegen über Winston Méndez-Monteiro (13:9) und Kevin Betancourt aus Venezuela (14:7) gelang ihm dann der Titelgewinn.
Mit großen Hoffnungen startete er dann bei der Weltmeisterschaft in Chicago. Zunächst kam er zu einem kampflosen Sieg über Simanga Shiba aus Südafrika und zu einem Abbruchsieg in der 2. Runden über Stephen Sutherland aus Australien. Im Viertelfinale unterlag er aber überraschend gegen Harry Tañamor aus den Philippinen klar mit 7:17 Treffern und schied aus. Zusammen mit drei weiteren Boxern belegte er den für ihn enttäuschenden 5. Platz. Im Herbst 2007 gewann Luis Yáñez bei den USA-Trials für die Olympischen Spiele 2008 in Colorado Springs im Halbfliegengewicht den entscheidenden Kampf gegen Malcolm Franklin und sicherte sich damit den Startplatz bei diesen Olympischen Spielen.
Schließlich startete Luis Yáñez für die US-amerikanische Nationalstaffel 2007 auch noch bei zwei Länderkämpfen, die in Zunyi in China stattfanden, allerdings im Fliegengewicht (bis 51 kg Körpergewicht). Im ersten Kampf unterlag er dabei gegen den amtierenden Weltmeister im Halbfliegengewicht, den Chinesen Zhou Shiming durch Aufgabe in der 3. Runde und auch gegen den Kasaken Olzhas Sattibajew musste er eine Niederlage einstecken, die mit 14:15 Treffern allerdings sehr knapp war.
Auch das Jahr 2008 begann für Luis Yáñez nicht erfolgreich. Denn er unterlag in San Diego im Rahmen eines Länderkampfes gegen den Mexikaner Odilión Zaleta nach Punkten (11:13). Siegreich blieb er aber beim letzten Olympiatest der US-amerikanischen Nationalstaffel in Bridgeport. Er gewann dort über Paulo Carvalho aus Brasilien nach Punkten.
Bei den Olympischen Spielen 2008 konnte er in der ersten Runde den Spanier Kelvin de la Nieve besiegen und schied in der zweiten Runde mit einer Niederlage gegen den Mongolen Pürewdordschiin Serdamba aus. Dies war zugleich sein letzter Kampf als Amateurboxer. Zwischen 2009 und 2013 bestritt Yáñez acht Profikämpfe, von denen er sieben gewann.

### Internationale Erfolge
(WM = Weltmeisterschaft, Hfl = Halbfliegengewicht, Fl = Fliegengewicht, bis 48 kg bzw. 51 kg Körpergewicht)
- 2005, 1. Platz, Junioren-Turnier in Brownsville, Hfl, vor Joel Narváez, Puerto Rico;

- 2005, 2. Platz, Junioren-WM (Cadets) in Liverpool, Hfl, hinter Khalid Saeed Yafai, England u. vor Sakem Sydyrow, Kasachstan u. Kamoliddin Ahmedow, Usbekistan;

- 2006, 3. Platz, Junioren-WM (Juniors) in Agadir, Hfl, hinter Alexei Collado Acosta, Kuba u. Olzhas Sattibajew, Kasachstan, gemeinsam mit Mateusz Mazik, Polen;

- 2007, 3. Platz, Qualifikations-Turnier für die Panamerik. Spiele in Buenos Aires, Hfl, hinter Patricio Catero, Ecuador u. Winston Méndez-Monteiro, Dom. Rep., gemeinsam mit Odilión Zaleta, Mexiko;

- 2007, 1. Platz, Panamerikanische Spiele in Rio de Janeiro, Hfl, vor Kevin Betancourt, Venezuela, Winston Méndez-Monteiro u. Carlos Ortiz, Puerto Rico;

- 2007, 5. Platz, WM in Chicago, Hfl, hinter Zhou Shiming, China, Harry Tañamor, Philippinen, Amnal Ruanroeng, Thailand und Nordine Oubaali, Frankreich

### Länderkämpfe
- 2006 in Krasnojarsk, Russland Jun. gegen Weltauswahl Jun., Hfl, Punktsieger über Galanow,
- 2006 in Noginsk, Russland Jun. gegen Weltauswahl Jun., Hfl, Punktniederlage gegen Michail Alojan,
- 2007 in Zunyi/China, China gegen USA, Fl, Aufgabe-Niederlage gegen Zhou Shiming,
- 2007 in Zunyi/China, Kasachstan gegen USA, Fl, Punktniederlage gegen Olzhas Sattibajew,
- 2008 in San Diego, USA gegen Mexiko, Hfl, Punktniederlage gegen Odilión Zaleta,
- 2008 in Philadelphia, USA gegen Puerto Rico, Hfl, Abbruch-Sieger 3. Runde über Beyan Aquino

### Nationale Erfolge
(Finalergebnisse)
- 2006, USA-Meistersch., Hfl, Punktsieger über Roberto Cerón (18:16),
- 2006, Nat. Golden Gloves, Hfl, Punktsieger über Roberto Cerón (3:2),
- 2007, USA-Meistersch., Hfl, Punktsieger über Daniel Lozano (19:8),
- 2007, Ausscheid. f. Pan Amer. Games, Hfl, Punktsieger über Roberto Cerón (13:9),
- 2007, Nat. Golden Gloves, Hfl, Punktsieger über Francisco Ibarra (5:0),
- 2007, Olympia-Trials, Hfl, Punktsieger über Malcolm Franklin (35:11)